# Misa Rodríguez
María Isabel Rodríguez Rivero (Las Palmas de Gran Canaria, 22 de julio de 1999), conocida como Misa Rodríguez o simplemente Misa, es una futbolista española que juega como guardameta en la sección femenina del Real Madrid Club de Fútbol de la Primera División de España desde la temporada 2020-21. Es internacional absoluta con la selección española.

## Trayectoria

### Inicios y promesa del fútbol español

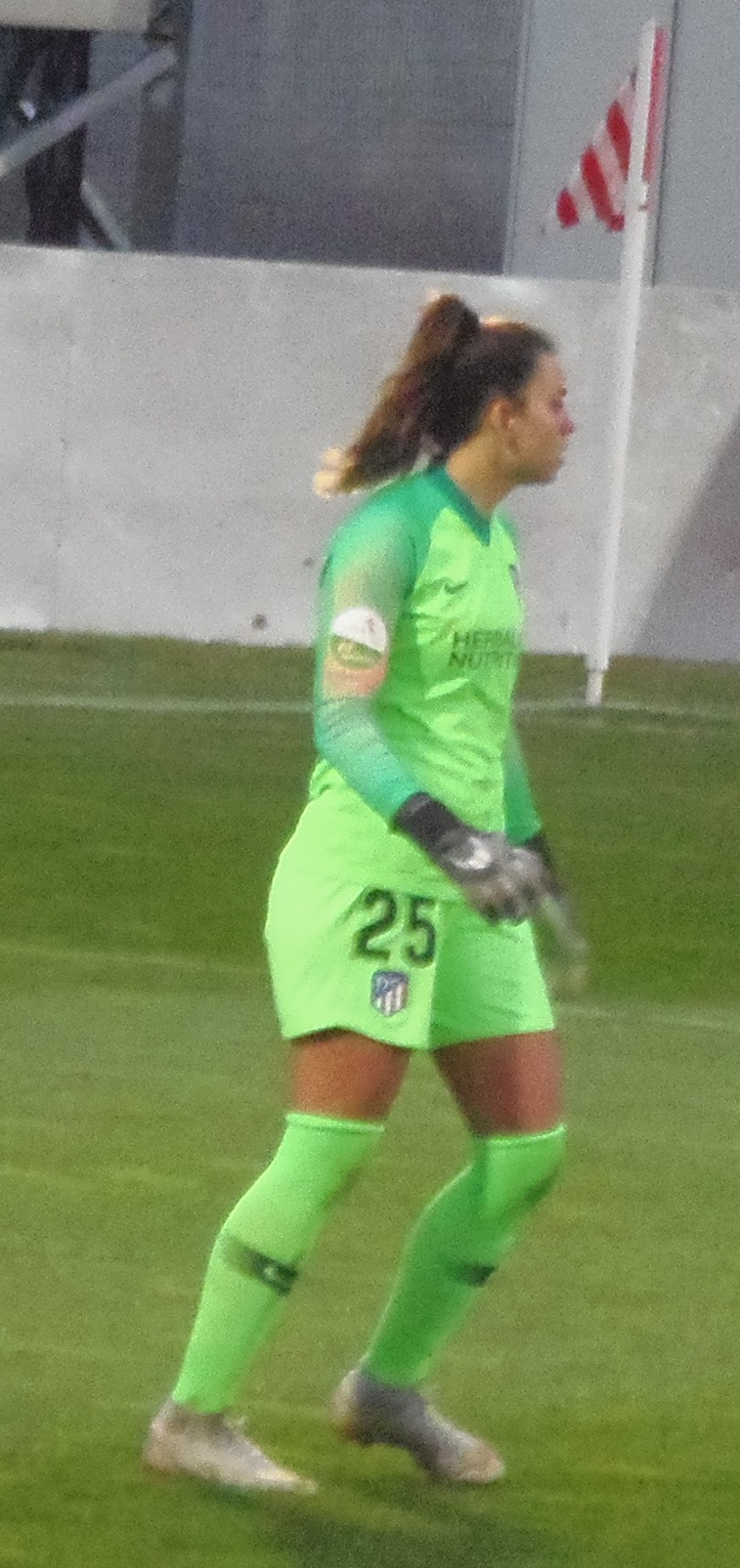
Misa en su debut en Copa de la Reina.

Misa empezó jugando en el Club Yoñé de La Garita como delantera. Fue en la selección canaria sub-12 cuando empezó a jugar como portera, puesto en el que siguió jugando tras unirse al Club Deportivo Femarguín en fútbol sala, fútbol 7 y fútbol 11. Allí permaneció hasta que en febrero de 2017 fichó por el Club Atlético de Madrid para suplir la baja por lesión de la entonces segunda portera del equipo Lola Gallardo.
Pese a entrenar en el día a día con el primer equipo, la recuperación de Lola —a quien señaló como una de sus referentes—, hizo que fuese a efectos jugadora del filial, sin ser tampoco la guardameta titular. Durante la temporada alternó unas pocas convocatorias con el primer equipo con partidos con el equipo filial. El 25 de noviembre de 2018 debutó con el primer equipo en los octavos de final de la Copa de la Reina 2018-19 en un partido que las enfrentó al Málaga Club de Fútbol y en el que el equipo rojiblanco venció por cuatro tantos a dos. Misa evitó un gol en un mano a mano con Adriana Martín y posteriormente encajó un gol de falta directa y otro en una salida por alto. El 23 de febrero de 2019 debutó en Liga al sustituir a Lola Gallardo en el descanso del encuentro que ganaron las rojiblancas por 6-1 al Fundación Albacete Balompié.
Catalogada como una de las promesas del fútbol español, con destacables cualidades como su habilidad en el mano a mano, reflejos, o blocajes entre muchas otras debido a su envergadura y buena colocación, fue el Real Club Deportivo de La Coruña quien apostó por darle la oportunidad de demostrar su valía en el más alto nivel del fútbol español tras ascender a la Primera División. El 1 de julio de 2019 se oficializó su fichaje tras decidir la propia jugadora no renovar con el Atlético de Madrid debido a la escasez de minutos. Debutó con el cuadro coruñés el 22 de septiembre con empate a un gol ante la Unión Deportiva Granadilla Tenerife. Alternó el puesto con la exinternacional Esther Sullastres y debido a sus buenas actuaciones terminó por ser la guardameta titular. Fue previo a la cancelación de las competiciones por parte de la UEFA, la RFEF y la La Liga, debido a un brote del coronavirus tipo 2 del síndrome respiratorio agudo grave, una pandemia global vírica que llegó a Europa desde Asia. A medida que diferentes países del continente fueron registrando casos de contagio y fallecimientos, los organismos deportivos comenzaron a tomar medidas preventivas y varias de las competiciones fueron pospuestas o canceladas, caso de la Primera División Femenina. Finalizó así su primera temporada en la élite española con doce partidos en los que encajó 22 goles, una de las mejores del campeonato, y fue seleccionada como mejor guardameta en el Once de Oro del Fútbol Draft que premia a los mejores futbolistas jóvenes de la temporada.
Su progresión y juventud hizo que el 13 de julio de 2020 el Real Madrid Club de Fútbol anunciase su fichaje para la temporada 2020-21 por sus destacadas actuaciones durante el pasado curso y como una de las mayores proyecciones del fútbol español. El equipo, que se estrenaba en la categoría tras fundarse a inicios de ese mismo mes por la fusión por absorción del Club Deportivo TACON, realizó una fuerte apuesta deportiva en jugadoras nacionales de gran proyección entre las que asentar su futuro. Su debut se produjo el 4 de octubre en la Ciudad Deportiva de Valdebebas frente a las vigentes campeonas del Fútbol Club Barcelona, donde la mayor experiencia y rodaje de las catalanas hizo que el partido finalizase con un 0-4 en contra. Pese al resultado, la canaria fue una de las jugadoras más destacadas del encuentro con notables paradas que durante gran parte del mismo permitió que su equipo tuviera opciones de sacar algún punto.
Sus buenas actuaciones le valieron su primera convocatoria a la selección absoluta de España, y ser seleccionada una vez más en el Once de Oro del Fútbol Draft junto a sus compañeras Olga Carmona, Teresa Abelleira y Athenea del Castillo, además de recibir el trofeo Zamora como guardameta menos goleada de la temporada 2020-21. Fue uno de los pilares del equipo que permitió que en la primera temporada de la sección femenina madridista clasificara a la Liga de Campeones tras un competido duelo durante la temporada con el Levante Unión Deportiva.
En el sorteo del 22 de agosto de la ronda 2 de la ruta de liga, quedó emparejado frente al Manchester City Football Club, al que se enfrentó en doble eliminatoria y Misa fue la guardameta titular del empate a un gol en el estadio Alfredo Di Stéfano. Certificada su clasificación a la fase de grupos tras vencer el partido de vuelta por 0-1, el equipo sufrió la carga del calendario y tuvo un irregular inicio en el campeonato liguero. Pese a ello, varios resultados positivos en los últimos meses del año revitalizaron al equipo, que se situó a cinco puntos de los puestos de acceso a Europa, al tiempo que clasificó a la fase eliminatoria de la máxima competición continental, en sus cuartos de final. Misa fue señalada al tiempo por la UEFA como una de las jóvenes promesas del fútbol internacional a seguir en el nuevo año.

## Selección nacional
Misa debutó con la selección española sub-19 el 17 de septiembre de 2016 en Bakú ante Azerbaiyán con una victoria por 7-0 en partido clasificatorio para el Europeo Sub-19. Misa se proclamó campeona del Europeo Sub-19  donde jugó en la fase de grupos ante Escocia.
En 2018 Misa fue convocada con la Selección Sub-20 para disputar el Mundial de Francia de 2018 donde consiguió el subcampeonato  sin llegar a disputar ningún encuentro en el torneo.
En 2020 fue convocada por primera vez con la selección absoluta, sin llegar a debutar a fecha de noviembre, y donde nuevamente fue la guardameta suplente de su excompañera Lola Gallardo. Su debut oficial, y también como titular, fue el 18 de febrero de 2021 frente a Azerbaiyán que vencieron las españolas por 0-13 y que las clasificó para la Eurocopa 2022. Antes de la cita de Inglaterra, sumó otras tres apariciones frente a México, Islas Feroe y Marruecos. Tras el pobre resultado en la Eurocopa 2022 y las críticas de las capitanas españolas por la falta de progreso de la selección, el seleccionador Jorge Vilda decide no convocar a todas las jugadoras titulares que pedían un cambio de rumbo. Misa se convierte a partir de ese momento en la guardameta titular de la Selección. El 20 de agosto de 2023 se convirtió en campeona del mundo con España.

## Estadísticas

### Clubes
Actualizado al último partido disputado el 21 de agosto de 2022. Indicados los encuentros de los que se tiene constancia; desconocida la totalidad de los datos del Club Deportivo Femarguín y Atlético de Madrid "B" entre 2016 y 2018.
| Club                   | Temporada     | Liga          | Liga  | Liga  | Copas       | Copas       | Internacional | Internacional | Total | Total | Media encajados |
| Club                   | Temporada     | Div.          | Part. | G. E. | Part.       | G. E.       | Part.         | G. E.         | Part. | G. E. | Media encajados |
| ---------------------- | ------------- | ------------- | ----- | ----- | ----------- | ----------- | ------------- | ------------- | ----- | ----- | --------------- |
| C. D. Femarguín        | 2016-17       | 2.ª           | ?     | ?     | Inaccesible | Inaccesible | Inaccesible   | Inaccesible   | ?     | ?     | ?               |
| Atlético de Madrid "B" | 2016-17       | 2.ª           | 4     | -3    | Inaccesible | Inaccesible | Inaccesible   | Inaccesible   | 4     | -3    | 0.75            |
| Atlético de Madrid "B" | 2017-18       | 2.ª           | 4     | -3    | Inaccesible | Inaccesible | Inaccesible   | Inaccesible   | 4     | -3    | 0.75            |
| Atlético de Madrid     | 2017-18       | 1.ª           | —     | —     | —           | —           | —             | —             | 0     | 0     | 0               |
| Atlético de Madrid     | 2018-19       | 1.ª           | 1     | -1    | 1           | -2          | —             | —             | 2     | -3    | 1.50            |
| R. C. D. La Coruña     | 2019-20       | 1.ª           | 12    | -22   | —           | —           | —             | —             | 12    | -22   | 1.83            |
| Real Madrid C. F.      | 2020-21       | 1.ª           | 32    | -30   | —           | —           | —             | —             | 32    | -30   | 0.94            |
| Real Madrid C. F.      | 2021-22       | 1.ª           | 27    | -26   | 3           | -6          | 9             | -11           | 39    | -43   | 1.10            |
| Real Madrid C. F.      | 2022-23       | 1.ª           | —     | —     | —           | —           | 2             | —             | 2     | -0    | 0               |
| Real Madrid C. F.      | Total club    | Total club    | 59    | -56   | 3           | -6          | 11            | -11           | 73    | -73   | 1               |
| Total carrera          | Total carrera | Total carrera | 80    | -85   | 4           | -8          | 11            | -11           | 95    | -104  | 1.09            |
| 1. 2. 3.               |               |               |       |       |             |             |               |               |       |       |                 |

### Selección nacional
Actualizado al último partido jugado el 1 de agosto de 2022.
| Sub-19 | 2016          | – | – | 1 | – | – | – | 1 | 0 | 0 |
| Sub-19 | 2017          | – | – | 3 | – | – | – | 3 | 0 | 0 |
| Sub-19 | 2018          | – | – | 3 | – | – | – | 3 | 0 | 0 |
| Sub-19 | Total         | 0 | 0 | 7 | 0 | 0 | 0 | 7 | 0 | 0 |
| Absoluta                                                                                                   | 2021          | 2 | – | 1 | – | 1 | – | 4 | 0 | 0 |
| Absoluta                                                                                                   | 2022          | 1 | – | – | – | – | – | 1 | 0 | 0 |
| Absoluta                                                                                                   | Total         | 3 | 0 | 1 | 0 | 1 | 0 | 5 | 0 | 0 |
| Total carrera                                                                                              | Total carrera | 0 | 0 | 7 | 0 | 0 | 0 | 7 | 0 | 0 |
| (1) Se incluyen partidos en fases clasificatorias, no inclute Torneo de Exentos ni Torneo Desarrollo UEFA. |               |   |   |   |   |   |   |   |   |   |

#### Participaciones en fases finales
| Competición  | Categoría     | Resultado     | Partidos | Goles |
| ------------ | ------------- | ------------- | -------- | ----- |
| Europeo 2017 | Sub-19        | Campeona      | 1        | 0     |
| Mundial 2018 | Sub-20        | Subcampeona   | 0        | 0     |
| Mundial 2023 | Absoluta      | Campeona      | 3        | 0     |
| Total        | 2 campeonatos | 2 campeonatos | 4        | 0     |

## Palmarés

### Campeonatos nacionales
| Título             | Club               | Año  |
| ------------------ | ------------------ | ---- |
| Campeonato de Liga | Atlético de Madrid | 2017 |
| Campeonato de Liga | Atlético de Madrid | 2018 |
| Campeonato de Liga | Atlético de Madrid | 2019 |

### Campeonatos internacionales
| Título           | Equipo | Año  |
| ---------------- | ------ | ---- |
| Europeo (sub-19) | España | 2017 |
| Copa Mundial     | España | 2023 |

### Distinciones individuales
| Distinción               | Año  |
| ------------------------ | ---- |
| Finalista Fútbol Draft   | 2019 |
| Once de Oro Fútbol Draft | 2020 |
| Trofeo Zamora            | 2021 |
| Trofeo Zamora            | 2023 |